# Firefly (авиакомпания)

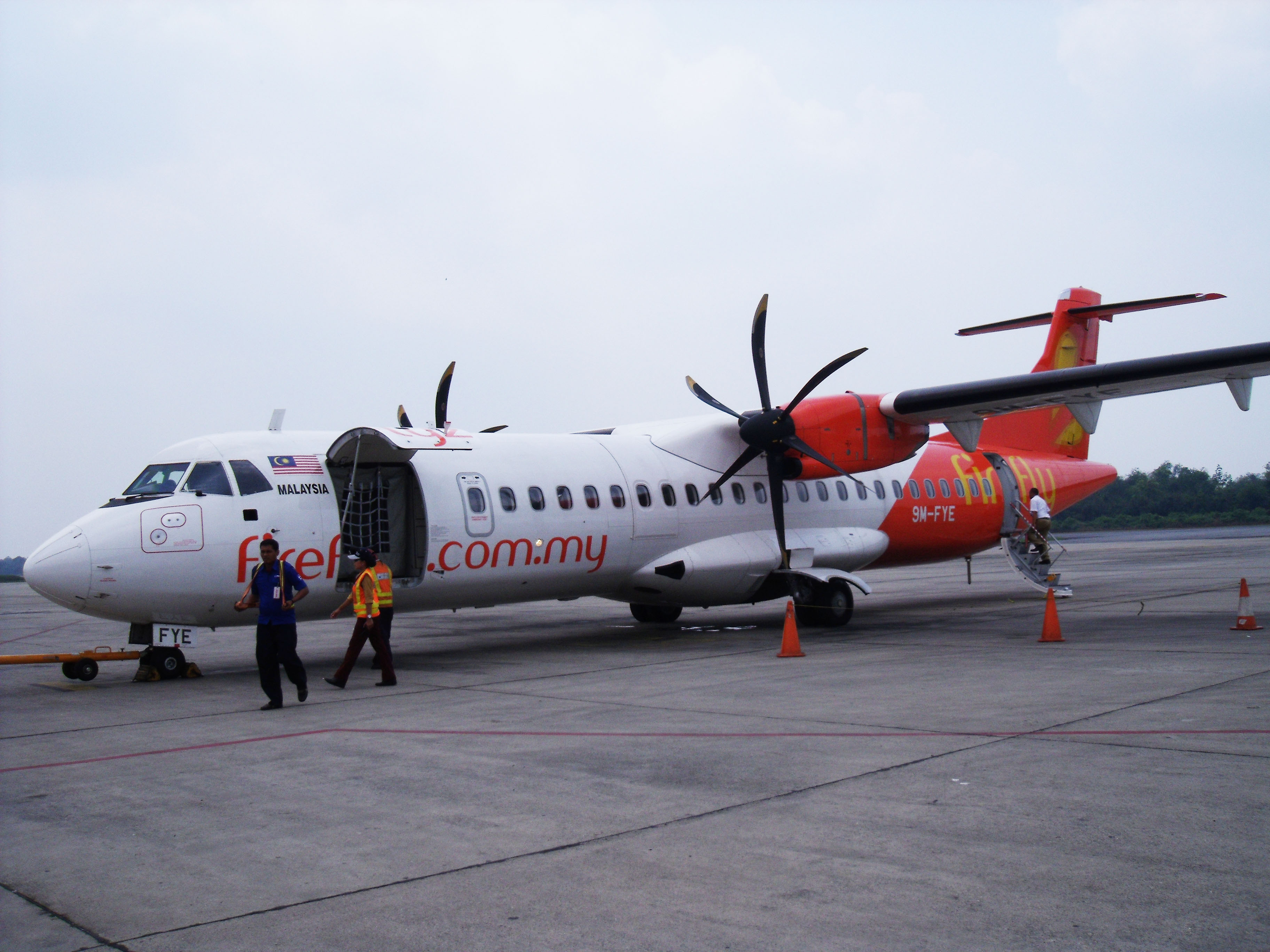
ATR72-500 авиакомпании Firefly в Международном аэропорту Паканбару

FlyFirefly Sdn Bhd, действующая как Firefly, — бюджетная авиакомпания Малайзии со штаб-квартирой в Аэропорту имени султана Шах-Абдул-Азиза (Субанг, Селангор), полностью принадлежит национальному государственному авиаперевозчику Malaysia Airlines.
Главным транзитным узлом (хабом) авиакомпании является аэропорт имени султана Шах-Абдул-Азиза в Субанге, в качестве дополнительных хабов используются Международный аэропорт Пенанг и Международный аэропорт Сенай.
Первый коммерческий рейс авиакомпании был выполнен 3 апреля 2007 года из Пенанга в Кота-Бару.

## Маршрутная сеть
Firefly эксплуатирует три транзитных узла в аэропортах Пенанга, Субанга и Себаи, связывая их плотной сетью регулярных рейсов с главным хабом Malaysia Airlines в Международном аэропорту Куала-Лумпура. Основными маршрутами местного значения авиакомпании из Пенанга являются пункты назначения в Лангкави, Кота-Бару, Субанг, Куала-Теренггану и Куантан. В аэропорты этих городов выполняется по два регулярных рейса ежесуточно. Раз в сутки из Пенанга осуществляются рейсы в Таиланд на острова Самуи и Пхукет. Регулярные рейсы из Субанга выполняются в аэропорты Пенанга, Лангкави, Алор-Сетара, Джохор-Бару, Куала-Теренггану, Кота-Бару, Сингапур, таиландский Самуи и индонезийский Пеканбару.
8 марта 2009 года авиакомпания приостановила регулярные перевозки из Пенанга в Куала-Теренггану, Кота-Бару, Кох-Сауи и Куантан, восстановив их только спустя два года.
| Страна    | Город            | Аэропорт                                            | Прим.              | Refs              |
| --------- | ---------------- | --------------------------------------------------- | ------------------ | ----------------- |
| Индонезия | Банда-Ачех       | Международный аэропорт имени Султана Искандара Муды |                    |                   |
| Индонезия | Медан            | Международный аэропорт Куаланаму                    |                    |                   |
| Малайзия  | Алор-Сетар       | Аэропорт имени Султана Абдула Халима                |                    |                   |
| Малайзия  | Джохор-Бару      | Международный аэропорт Сенай                        |                    | [ 4 ] [ 5 ] [ 6 ] |
| Малайзия  | Кота-Бару        | Аэропорт имени Султана Исмаила Петры                |                    | [ 7 ]             |
| Малайзия  | Кота-Кинабалу    | Международный аэропорт Кота-Кинабалу                | Второстепенный хаб |                   |
| Малайзия  | Куала-Лумпур     | Аэропорт имени Султана Абдул Азиза Шаха             | Хаб                | [ 8 ]             |
| Малайзия  | Куала-Теренггану | Аэропорт имени Султана Махмуда                      |                    |                   |
| Малайзия  | Кучинг           | Международный аэропорт Кучинг                       |                    |                   |
| Малайзия  | Лангкави         | Международный аэропорт Лангкави                     |                    |                   |
| Малайзия  | Мири             | Аэропорт Мири                                       |                    |                   |
| Малайзия  | Сандакан         | Аэропорт Сандакан                                   |                    |                   |
| Малайзия  | Пинанг           | Международный аэропорт Пинанг                       | Хаб                |                   |
| Малайзия  | Тавау            | Аэропорт Тавау                                      |                    |                   |
| Сингапур  | Сингапур         | Аэропорт Чанги                                      |                    | [ 9 ]             |
| Сингапур  | Сингапур         | Аэропорт Селетар                                    |                    |                   |
| Таиланд   | Пхукет           | Международный аэропорт Пхукет                       |                    |                   |

## Флот
По состоянию на март 2011 года воздушный флот авиакомпании Firefly представляли самолёты, средний возраст которых составлял 4,5 года:
Авиакомпания Firefly начала коммерческие перевозки на пятидесятиместных самолётах Fokker F50. 29 октября 2007 года компания арендовала третий по счёту самолёт Fokker F50 и ввела регулярный рейс между Пенангом и Субангом.
26 июня 2007 года Malaysia Airlines подписала соглашение о приобретении десяти лайнеров ATR 72-500 с опционом на ещё десять единиц, которые впоследствии заменили в Firefly самолёты Fokker F50.
26 августа 2010 года авиакомпания объявила о размещении заказа на 4 самолёта Boeing 737—800, а 8 ноября 2010 года — ещё на 30 самолётов того же типа с конечной датой поставки в конце 2015 года. Данные лайнеры планируется использовать для расширения маршрутной сети в восточной части Малайзии и международного рынка авиаперевозок на ближних и средних дистанциях. Первый Boeing 737—800 поступил авиаперевозчику в декабре 2010 года и начал работу на регулярных рейсах 15 января следующего года.